# Rotticka
Rotticka (Heterobasidion annosum) är en svampart som först beskrevs av Elias Fries, och fick sitt nu gällande namn av Julius Oscar Brefeld 1888. Rotticka ingår i släktet Heterobasidion och familjen Bondarzewiaceae.  Arten är reproducerande i Sverige. Inga underarter finns listade i Catalogue of Life.

## Externa länkar

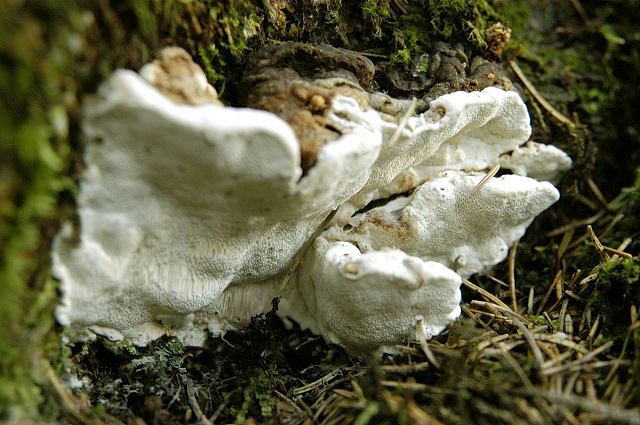
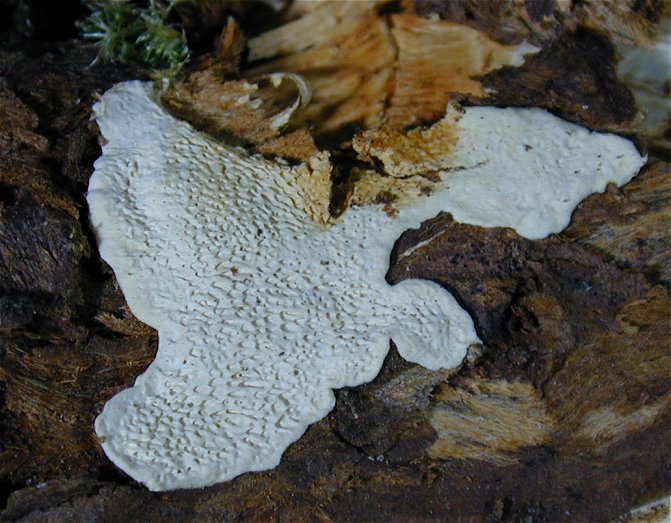
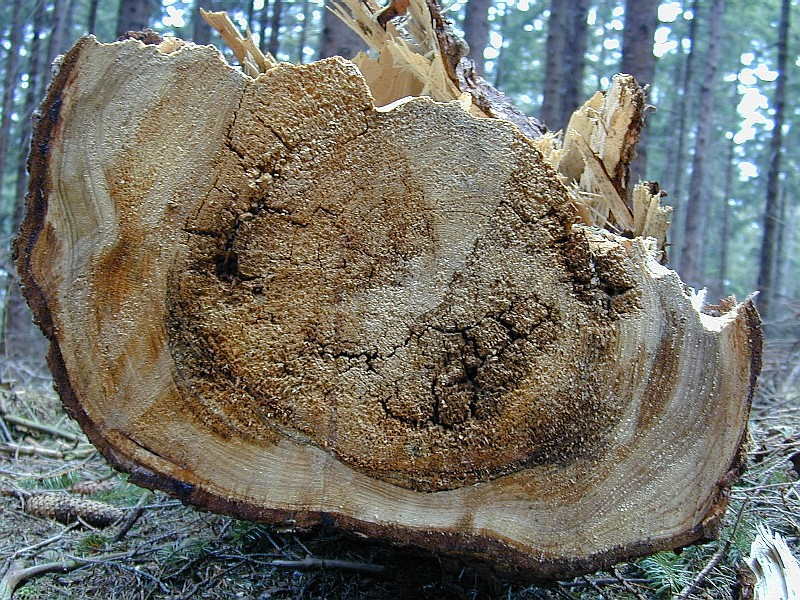
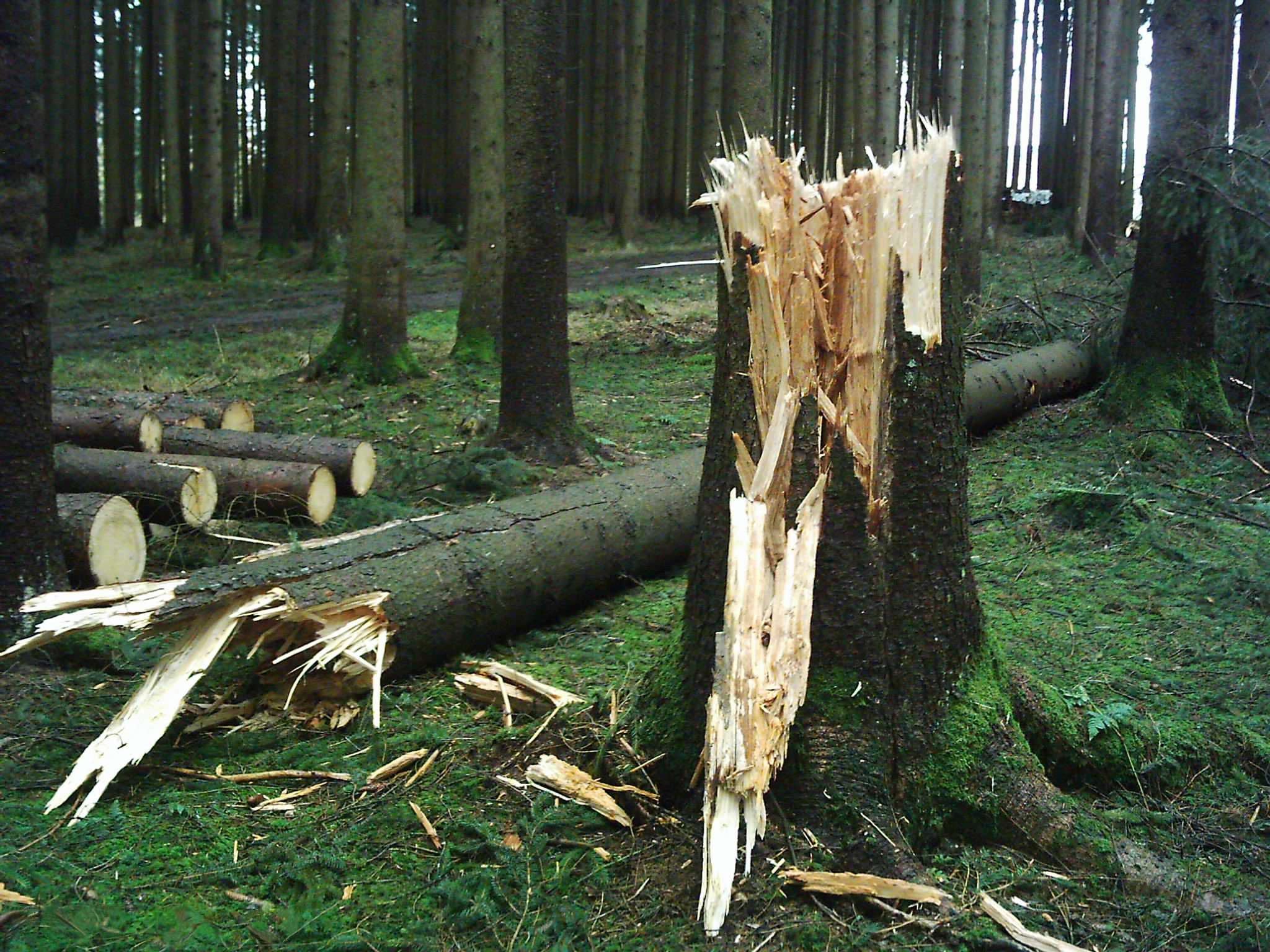
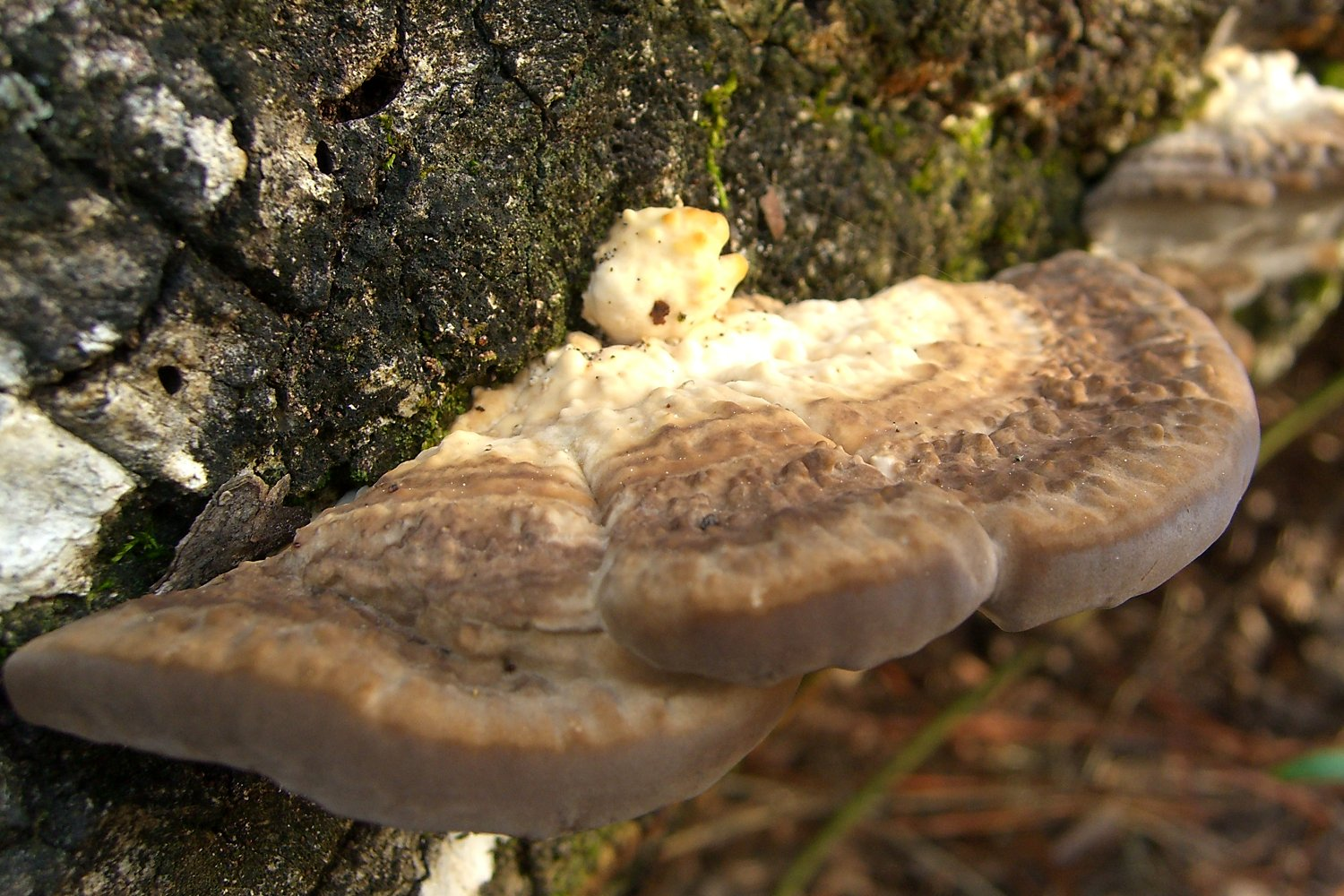